# Ryan Phillippe
Matthew Ryan Phillippe, mais conhecido como Ryan Phillippe (New Castle, 10 de setembro de 1974) é um ator norte-americano.

## Primeiros anos de vida
Phillippe nasceu em New Castle, Delaware, filho de Susan, que dirigia uma creche na casa da família, e Richard Phillippe, que trabalhava para a DuPont. Phillippe é de ascendência francesa. Tem três irmãs. Frequentou a New Castle Christian Academy, onde jogou basquete e futebol, assim como ganhou uma faixa preta em Tae Kwon Do; ele foi também o editor da Yearbook em seu último ano.

## Carreira

### Início de carreira (1992-1999)
A carreira de ator começou com uma aparição no drama da ABC One Life to Live. Seu personagem Billy Douglas, que ele interpretou de 1992 a 1993, foi o primeiro adolescente gay em uma Soap opera. Depois de sair do show, Phillippe se mudou para Los Angeles, onde  apareceu em várias séries de televisão, incluindo a minissérie The Secrets of Lake Success, Matlock e filmes incluindo o filme Crimson Tide de 1995 e White Squall de 1996.
Ele estave no elenco do filme de terror de 1997, I Know What You Did Last Summer, que co-estrelou com Sarah Michelle Gellar, Freddie Prinze Jr. e Jennifer Love Hewitt. O filme foi um sucesso, e levou a Phillippe ganhar mais notoriedade, e de ser escalado em alguns filmes de perfil maior, incluindo Studio 54 de 1998, protagonizado também por Neve Campbell, Salma Hayek e Mike Myers. Em 1999 ele estrelou Cruel Intentions, uma releitura moderna do romance de Pierre Choderlos de Laclos, Cruel Intentions também estrelado pela futura esposa de Phillippe, Reese Witherspoon, também tinha no elenco Sarah Michelle Gellar e Selma Blair.

### Sucesso de crítica e trabalho posterior (2000-2009)
Nos anos seguintes, ele apareceu no drama policial The Way of the Gun, estrelou como um engenheiro da software no filme Antitrust e co-estrelou Gosford Park de Robert Altman, que foi nomeado para o Oscar de Melhor Filme. Posteriormente, Phillippe foi coadjuvante nos filmes Igby Goes Down (2002) e Crash (2004), que ganhou o Oscar de Melhor Filme. O filme The I Inside de 2003 estreou na TV a cabo.
Em 2006, Phillippe interpretou John Bradley no filme Flags of Our Fathers, dirigido por Clint Eastwood, é baseado no livro de mesmo nome e que segue a trajetória dos Marines americanos que levantaram a bandeira na Batalha de Iwo Jima. Phillippe disse que o filme foi a "melhor experiência" da sua carreira por causa de seu "significado pessoal" com ele, e que ele teria "dado [sua] vida" para lutar na Segunda Guerra Mundial, destacando que seu avô lutou na guerra. Seu desempenho foi recebido positivamente pelo crítico de cinema Richard Roeper, que considerou este o melhor desempenho de Phillippe até então. Ryan esteve no filme Breach, no qual interpretou o investigador do FBI Eric O'Neill, contracenando com Chris Cooper, que desde então é apontado Phillipe como "o melhor ator que a América tem para oferecer". Em seguida, ele estrelou Chaos no qual ele interpreta um policial e Five Fingers, um drama ambientado no Marrocos.

### Sucesso recente e retorno a televisão (2010-2011)

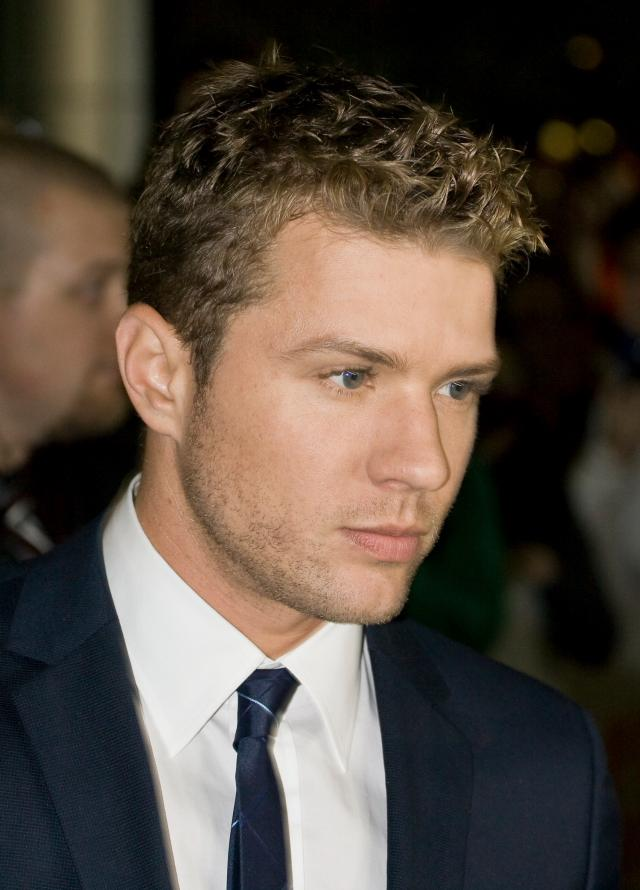
Phillippe na estreia de The Bang Bang Club, no Festival Internacional de Cinema de Toronto em 2010.

Em seguida viveu o tenente Dixon Piper no malsucedido filme MacGruber, lançado nos EUA e Canadá no dia 21 de maio de 2010. Como parte do filme, Phillippe participou de Saturday Night Live no dia 17 de abril de 2010, juntamente com Ke$ha. Dois dias depois (19 de abril de 2010), Phillippe co-apresentou o WWE Raw com Jonathan Swift e Charo, também participantes de MacGruber.
Nesse mesmo ano, Phillippe estrelou na produção canadense/sul-africana The Bang Bang Club, que conta a história  real do Bang-Bang Club, quatro fotógrafos cujas imagens documentam o fim sangrento do apartheid. Phillippe interpretou o fotógrafo Greg Marinovich. As filmagens do filme ocorreram na África do Sul com início em março de 2009. Phillippe descreveu o processo de filmagem como "Realmente era corrido. Não havia conforto". Ele observou que a experiência lhe provocou impacto, e explicou que "estávamos filmando durante o dia em Soweto e houve uma procissão interminável de funerais- a morte é tão comum. Miúdos não têm nenhuma qualidade de vida. Isto me fez provocou o desejo de envolvimento com instituições de caridade africanas". O filme foi exibido no Festival de Cannes em maio de 2009, com a versão final mostrada em Cannes em Maio de 2010. O filme estreou oficialmente em Setembro de 2010 no Festival Internacional de Cinema de Toronto. Os direitos dos Estados Unidos sobre o filme foram obtidos pelo Festival de TriBeCa, que estreou o filme no Festival em 2011; o lançamento se deu no dia 22 de abril de 2011.
Em 2010, Phillippe começou a filmar a adaptação do romance The Lincoln Lawyer, assumindo o papel de Louis Roulet, um rico playboy de Los Angeles acusado de um crime do qual não é claro que seja culpado. O filme que conta também com as particpações de Matthew McConaughey, Marisa Tomei, e William H. Macy, foi lançado no dia 18 de março de 2011, e foi bem recebido pela crítica, marcando 82% no Rotten Tomatoes a partir do final de março de 2011. Phillippe filmou seu projeto seguinte, Setup em dezembro de 2010 em Grand Rapids, Michigan. Também estrelado por Bruce Willis, Jenna Dewan e 50 Cent, o filme retrata um grupo de jovens de Detroit cujas tentativas de um assalto de diamantes saem errado, o que os coloca em conflito com um chefe da máfia. O filme teve seu lançamento direto para DVD em 20 de setembro de 2011.
Phillippe filmou a dramédia de humor negro Revenge For Jolly, ao lado de Elijah Wood, Kristen Wiig e Adam Brody em 2011. O filme conta a história de um homem determinado a encontrar o assassino de seu cão, exibido em vários festivais de cinema em 2012. Depois ele começou a trabalhar em outro filme, Straight A's em agosto de 2011. Filmado em Shreveport, Louisiana, o filme é estrelado pelo ator como um homem que passou várias vezes por reabilitação e agora é assombrado pelo fantasma de sua mãe; também conta com Anna Paquin e Luke Wilson.
Em novembro de 2011, Phillippe começou a filmar um arco de 10 episódios de Damages. Foi o seu único papel regular na TV desde sua estréia, em One Life to Live. Ele interpreta Channing McClaren. A temporada foi ao ar, nos Estados Unidos, de julho a setembro de 2012.

### Novos projetos (2012-presente)
Phillippe estará no filme Chronicle, um filme que será dirigido por Jay Alaimo e conta a história sobre "algo como dois amigos de infância que se reúnem para lançar o maior ponto de venda de maconha em Nova Iorque". e também estará em The Stanford Prison Experiment, um filme sobre o infame experimento de psicologia de 1971.
Phillippe, Breckin Meyer, Seth Green e David E. Siegal administram uma empresa de produção chamada Lucid Films. Em 2010, Phillippe e Meyer começaram a "fazer uma atração destinada ao Showtime", servindo como produtores executivos. A comédia Heavy and Rolling, conta a história de um motorista de limusine de Manhattan que assume diferentes identidades à medida que se aproxima cada vez mais da loucura. Phillippe também atuou como produtor executivo e narrador em Isolated, um documentário de 2010 que acompanha cinco surfistas em viagem para Nova Guiné, em busca de ondas desconhecidas. O documentário estreou em janeiro de 2013, no Santa Barbara International Film Festival.
O ator estrelou a série "Shooter" (transmitida pela Netflix) em que interpreta a vida do atirador Marksman Bob Lee Swagger, que deixa o exército e desaparece sem deixar rastros, depois que uma missão que acaba muito mal. Swagger é persuadido a voltar, para ajudar a impedir o assassinato do Presidente dos Estados Unidos. Só que ele foi enganado e passa a ser perseguido como criminoso. A série foi cancelada no fim da terceira temporada.

## Vida pessoal
Em 1997, Phillippe participou de uma festa de 21 anos da atriz Reese Witherspoon. Após a festa Witherspoon e Phillippe teriam passado a noite toda conversando; Witherspoon disse a Phillippe, "Eu acho que você é meu presente de aniversário". Na manhã seguinte, Phillippe deixou a Califórnia para ir rodar o filme I Know What You Did Last Summer na Carolina do Norte e, posteriormente começou um namoro à distância dele com Witherspoon por correio, e-mail e telefone. Phillippe, quando retornou a Los Angeles, continuou namorando-a e os dois se assumiram compromisso em dezembro de 1998. No ano seguinte, a dupla estrelou Cruel Intentions juntos. Witherspoon e Phillippe se casaram em 5 de junho de 1999, em uma pequena cerimônia em uma fazenda perto de North Charleston, Carolina do Sul, quando ela estava grávida de seis meses.
Em 9 de setembro de 1999, Witherspoon e Phillippe tiveram uma filha chamada Ava Elizabeth, em homenagem à atriz Ava Gardner. Seu filho Deacon Reese nasceu em 23 de outubro de 2003; seu nome foi dado graças a um parente da família de Phillippe, chamado Deacon Phillippe, que foi um jogador de beisebol pelo Pittsburgh Pirates no século XX. Antes de se separaram, eles viveram em um condomínio fechado em Brentwood, Califórnia.
Em 30 de outubro de 2006, Witherspoon e Phillippe divulgaram um comunicado anunciando que tinham decidido formalmente se separar. Depois de mais de sete anos de casamento, Witherspoon pediu o divórcio de seu marido em 8 de novembro de 2006, citando irreconciliáveis diferenças. Ela pediu que o tribunal recusasse a concessão de apoio esponsal de Phillippe, e pediu a custódia conjunta e legal exclusiva dos dois filhos. Phillippe entrou com pedido de guarda conjunta física das crianças em 15 de maio de 2007. A união do casal terminou oficialmente em 5 de outubro de 2007, com arranjos do divórcio liquidados em 13 de junho de 2008, de acordo com documentos do tribunal. O casal tem a guarda conjunta dos filhos.
Phillippe começou a namorar a atriz australiana Abbie Cornish em 2007, que conheceu no set do filme Stop-Loss. Eles se separaram em fevereiro de 2010.
Phillippe namorou a modelo Alexis Knapp em 2010, e o namoro deles acabou em setembro de 2010. Após o namoro, Knapp descobriu que estava grávida e deu à luz uma menina em 1 de julho de 2011, chamada Kailani Merizalde Phillippe Knapp. Phillippe estave presente durante o nascimento.
Phillippe manteve um relacionamento com a atriz Amanda Seyfried.

## Filmografia

### Filmes
| Ano  | Título                                    | Papel                       | Notas |
| ---- | ----------------------------------------- | --------------------------- | --- |
| 1994 | A Perry Mason Mystery                     | Robert Fowler               | |
| 1995 | Deadly Invasion: The Killer Bee Nightmare | Tom Redman                  | |
| 1995 | Crimson Tide                              | Seaman Grattam              | |
| 1996 | Time Well Spent                           | Kenny Marks                 | |
| 1996 | White Squall                              | Gil Martin                  | |
| 1996 | Lifeform                                  | Private Ryan                | |
| 1997 | Nowhere                                   | Shad                        | |
| 1997 | Little Boy Blue                           | Jimmy West                  | |
| 1997 | I Know What You Did Last Summer           | Barry William Cox           | Indicado - Blockbuster Entertainment Awards de ator favorito coadjuvante |
| 1998 | Homegrown                                 | Harlan Dykstra              | |
| 1998 | 54                                        | Shane O'Shea                | |
| 1998 | Playing by Heart                          | Keenan                      | |
| 1999 | Cruel Intentions                          | Sebastian Valmont           | Indicado - MTV Movie Awards de melhor performance masculina Indicado - Teen Choice Awards de melhor ataque de nervos Indicado - Teen Choice Awards de melhor vilão Indicado - Teen Choice Awards de cena de amor mais sexy com Reese Witherspoon Indicado - Teen Choice Awards de melhor ator de cinema |
| 2000 | Company Man                               | Petrov                      | |
| 2000 | The Way of the Gun                        | Mr. Parker                  | |
| 2001 | Antitrust                                 | Milo Hoffman                | Indicado - Teen Choice Awards de melhor ator de cinema |
| 2001 | Gosford Park                              | Henry Denton                | Prêmio do Sindicato dos Atores de melhor elenco Critics' Choice Awards de melhor elenco Satellite Awards de melhor elenco |
| 2002 | Igby Goes Down                            | Oliver "Ollie" Slocumb      | |
| 2003 | The I Inside                              | Simon Cable                 | |
| 2004 | Crash                                     | Officer Tommy Hansen        | Indicado - Gotham Independent Film Award de melhor elenco Prêmio do Sindicato dos Atores de melhor elenco Critics' Choice Awards de melhor elenco |
| 2006 | Chaos                                     | Shane Dekker                | |
| 2006 | Five Fingers                              | Martijn                     | |
| 2006 | Flags of Our Fathers                      | John Bradley                | |
| 2007 | Breach                                    | Eric O'Neill                | |
| 2008 | Stop-Loss                                 | SSgt. Brandon King          | Indicado - Teen Choice Awards de melhor ator em filme dramático |
| 2008 | Franklyn                                  | Jonathan Preest/David Esser | |
| 2010 | MacGruber                                 | Lt. Dixon Piper             | |
| 2010 | The Bang Bang Club                        | Greg Marinovich             | |
| 2011 | The Lincoln Lawyer                        | Louis Roulet                | |
| 2011 | Setup                                     | Vincent Long                | |
| 2012 | Revenge for Jolly!                        | Bachmeier                   | |
| 2013 | Straight A's                              | Scott                       | |
| 2014 | Reclaim                                   | Steve                       | |
| 2014 | Shreveport                                | Reagan Pearce               | |
| 2017 | Wish Upon                                 | Jonathan Shannon            | |
| 2020 | The 2nd                                   | Major Vic Davis             | |
| 2021 | The Sound of Philadelphia                 |                             | |
| TBA  | Lady of the Manor                         | Tanner Wadsworth            | |

### Televisão
| Ano       | Título                       | Papel             | Notas                                          |
| --------- | ---------------------------- | ----------------- | ---------------------------------------------- |
| 1992      | One Life to Live             | Billy Douglas     | 13 episódios (1992-1993)                       |
| 1993      | The Secrets of Lake Success  | Stew Atkins       | Minissérie                                     |
| 1994      | Matlock                      | Michael           | episódio: "The Scandal"                        |
| 1994      | Due South                    | Del Porter        | episódio: "Gift of the Wheelman"               |
| 1996      | Chicago Hope                 | David Holgren     | episódio: "Women on the Verge"                 |
| 1996      | The Outer Limits             | Rusty Dobson      | episódio: "Straight and Narrow"                |
| 2000      | King of the Hill             | Wally (voz)       | episódio: "Twas the Nut Before Christmas"      |
| 2010      | WWE Raw                      | Lt. Dixon Piper   | episódio: "Monday Night SmackDown"             |
| 2010      | Nick Swardson's Pretend Time | Handsome Guy      | episódio: "Powdered Doughnuts Make Me Go Nuts" |
| 2012      | Damages                      | Channing McClaren | 10 episódios                                   |
| 2012      | The Eric André Show          | Ele mesmo         | episódio: "Ryan Phillippe"                     |
| 2015      | Men at Work                  | Ele mesmo         | episódio: "I Take Thee, Gibbs"                 |
| 2015      | Secrets & Lies               | Ben Crawford      | Papel principal                                |
| 2016–2019 | Shooter                      | Bob Lee Swagger   | Papel principal                                |
| 2020      | Will & Grace                 | Ele mesmo         | Episódio: "Bi-Plane"                           |
| 2020      | Big Sky                      | Cody Hoyt         | Papel principal                                |